# Hypoperlida
Hypoperlida (лат.) — вымерший отряд крылатых насекомых. Обнаружены в ископаемых отложениях пермского и каменноугольного периодов Европы, Азии, Южной и Северной Америки. Вместе с миомоптерами рассматриваются как сестринская группа по отношению к кладе Acercaria, в состав которой входят полужесткокрылые, трипсы, сеноеды и вымершие Permopsocida.

## Описание
Некоторые представители имели клювообразные ротовые органы и удлинённые мандибулы. Внешне напоминали современных скорпионниц и сетчатокрылых с тонкими ногами с пятичлениковыми лапками.

## Классификация
Традиционно в состав отряда включают целый ряд палеозойских семейств:
- Anthracoptilidae (= Permarrhaphidae)
- Ischnoneuridae
  - Graticladus apiatus
  - Graticladus severus
- Hypoperlidae Martynov, 1928
- Nugonioneuidae
- Perielytridae
- Strephocladidae
- Synomaloptilidae
- Tococladidae Carpenter, 1966

В то же время ряд авторов считают, что из отряда следует исключить все ранее отнесенные к нему семейства, кроме Hypoperlidae.